# Giải bóng đá hạng tư quốc gia Cộng hòa Síp 1987–88
Giải bóng đá hạng tư quốc gia Cộng hòa Síp 1987–88 là mùa giải thứ ba của giải bóng đá hạng tư Cộng hòa Síp. Giải đấu được chia thành 3 bảng theo khu vực địa lý, đại diện cho Quận Cộng hòa Síp. Các đội vô địch gồm:
- Bảng Nicosia-Keryneia: Iraklis Gerolakkou
- Bảng Larnaca-Famagusta: APEAN Ayia Napa
- Bảng Limassol-Paphos: ATE PEK Parekklisias

Ba đội vô địch đá các trận playoff và hai đội xuất sắc nhất lên chơi ở Giải bóng đá hạng ba quốc gia Cộng hòa Síp 1988–89. Có 7 đội xuống chơi ở các giải khu vực.